# (523759) 2014 WK509
(523759) 2014 WK509 – planetoida z grupy obiektów transneptunowych, krążąca wokół Słońca w obrębie dysku rozproszonego. Planetoida ta jeszcze nie ma własnej nazwy, ale oznaczenie prowizoryczne i stały numer.
Obiekt został zaobserwowany 22 listopada 2014 roku za pomocą 1,8-metrowego teleskopu Pan-STARRS (PS1), usytuowanego na szczycie wulkanu Haleakalā na Hawajach. Informację o odkryciu opublikowano 17 lipca 2016 roku, jednak później planetoidzie nadano stały numer i jako datę odkrycia podano 14 września 2010.

## Orbita
Orbita (523759) 2014 WK509 jest nachylona pod kątem 14,47° do ekliptyki, a jej mimośród wynosi około 0,205. Na jeden obieg wokół Słońca potrzebuje 365,5 roku.
W 2016 roku obiekt znajdował się około 53 au od Słońca, zmniejszając dystans do Słońca. W 2106 roku planetoida przejdzie przez swoje peryhelium, w odległości około 40,6 au od Słońca.

## Właściwości fizyczne
Niewiele jak dotąd wiadomo o tym odległym obiekcie. Duża absolutna wielkość gwiazdowa, wynosząca około 4,41m, kwalifikuje go do grupy kandydatów na planety karłowate. Średnica planetoidy (523759) 2014 WK509 na podstawie jej jasności szacowana jest na około 606 km, co czyni ją jedną z większych odkrytych planetoid transneptunowych.